# أندي ويست
أندي ويست (بالإنجليزية: Andy West) هو ملحن وموسيقي أمريكي، ولد في 6 فبراير 1953 في نيوبورت في الولايات المتحدة.

## وصلات خارجية
- الموقع الرسمي
- أندي ويست على موقع IMDb (الإنجليزية)
- أندي ويست على موقع ميوزك برينز (الإنجليزية)
- أندي ويست على موقع ديسكوغز (الإنجليزية)